# Coppa del mondo per club FIFA 2022
La Coppa del mondo per club FIFA 2022 (in arabo: كأس العالم للأندية لكرة القدم المغرب 2022, in inglese: 2022 FIFA Club World Cup) è stata la 19ª edizione di questo torneo di calcio per squadre maschili di club organizzato dalla FIFA e si è giocata in Marocco dal 1º all'11 febbraio 2023. Tradizionalmente disputato nel mese di dicembre, il torneo è stato posticipato al febbraio dell'anno successivo per la concomitanza del campionato mondiale di calcio in Qatar, tenutosi nei mesi di novembre e dicembre 2022. Come pallone ufficiale della competizione è stato utilizzato Adidas Oceaunz.
Il torneo è stato vinto dagli spagnoli del Real Madrid, vincitori della UEFA Champions League 2021-2022, al quinto successo nella competizione, rafforzando il primato di vittorie ottenute nella manifestazione.

## Scelta del paese ospitante
Il 16 dicembre 2022 la FIFA ha annunciato la decisione di assegnare l'edizione al Marocco, confermando che il torneo si sarebbe disputato dal 1º febbraio all'11 febbraio 2023.

## Formula
La formula del torneo è la stessa dall'edizione del 2008. Partecipano le sei vincitrici delle rispettive competizioni continentali, più la squadra campione nazionale del paese ospitante. Se una squadra del paese ospitante vince il proprio trofeo continentale, al posto dei campioni nazionali partecipa la finalista della competizione internazionale relativa, visto il divieto di partecipazione per più squadre dello stesso paese.
I campioni nazionali del paese organizzatore devono sfidare i rappresentanti dell'Oceania in un turno preliminare, la cui vincente si aggrega alle detentrici dei titoli di Africa, Asia e Centro-Nord America. Le vincenti di questi scontri sfidano in semifinale le vincitrici della UEFA Champions League e della Coppa Libertadores. Oltre la finale per il titolo si disputa l'incontro per il terzo posto. La finale per il quinto posto non è più prevista a partire da questa edizione.

## Stadi
| Tangeri Rabat | Tangeri           | Rabat                  |
| ------------- | ----------------- | ---------------------- |
| Tangeri Rabat | Stadio di Tangeri | Stadio Moulay Abdallah |
| Tangeri Rabat | Capacità: 65 000  | Capacità: 53 000       |
| Tangeri Rabat |                   |                        |

## Squadre partecipanti
| Squadra                       | Confederazione             | Qualificazione                           | Data qualificazione        | Partecipazioni (edizioni precedenti con vittorie in grassetto) |
| Club entrati in semifinale    | Club entrati in semifinale | Club entrati in semifinale               | Club entrati in semifinale | Club entrati in semifinale                                     |
| ----------------------------- | -------------------------- | ---------------------------------------- | -------------------------- | -------------------------------------------------------------- |
| Real Madrid                   | UEFA                       | Campione UEFA Champions League 2021-2022 | 28 maggio 2022             | 6ª (2000, 2014, 2016, 2017, 2018)                              |
| Flamengo                      | CONMEBOL                   | Campione Coppa Libertadores 2022         | 29 ottobre 2022            | 2ª (2019)                                                      |
| Club entrati al secondo turno |                            |                                          |                            |                                                                |
| Wydad Casablanca              | CAF                        | Campione CAF Champions League 2021-2022  | 30 maggio 2022             | 2ª (2017)                                                      |
| Al-Hilal                      | AFC                        | Nominata dall'AFC                        | 23 dicembre 2022           | 3ª (2019, 2021)                                                |
| Seattle Sounders              | CONCACAF                   | Campione CONCACAF Champions League 2022  | 4 maggio 2022              | 1ª                                                             |
| Club entrati al primo turno   |                            |                                          |                            |                                                                |
| Auckland City                 | OFC                        | Campione OFC Champions League 2022       | 17 agosto 2022             | 10ª (2006, 2009, 2011, 2012, 2013, 2014, 2015, 2016, 2017)     |
| Al-Ahly                       | CAF                        | Finalista CAF Champions League 2021-2022 | 16 dicembre 2022           | 8ª (2005, 2006, 2008, 2012, 2013, 2020, 2021)                  |

## Arbitri
La FIFA ha selezionato sei arbitri, dodici assistenti arbitrali e otto con il ruolo di addetti al Video Assistant Referee.
| Confederazione | Arbitro          | Assistente arbitrale           | VAR                                                      |
| -------------- | ---------------- | ------------------------------ | -------------------------------------------------------- |
| AFC            | Ma Ning          | Zhou Fei Zhang Cheng           | Fu Ming                                                  |
| CAF            | Mustapha Ghorbal | Mokrane Gourari Khalil Hassani | Rédouane Jiyed                                           |
| CONCACAF       | Iván Barton      | David Morán Kathryn Nesbitt    | Fernando Guerrero                                        |
| CONMEBOL       | Andrés Matonte   | Nicolás Taran Martín Soppi     | Nicolás Gallo Juan Soto                                  |
| UEFA           | István Kovács    | Vasile Marinescu Ovidiu Artene | Massimiliano Irrati Juan Martínez Munuera Jérôme Brisard |
| UEFA           | Anthony Taylor   | Gary Beswick Adam Nunn         | Massimiliano Irrati Juan Martínez Munuera Jérôme Brisard |

## Partite

### Tabellone
Il tabellone è stato sorteggiato il 13 gennaio 2023 a Salé, in Marocco.
|  | Primo turno   | Primo turno    |                             |                  | Secondo turno    | Secondo turno |  |  | Semifinali | Semifinali |  |  | Finale | Finale |
|  |               |                |                             |                  |                  |               |  |  |            |            |  |  |        |        |
|  | Al-Ahly       | 3              |                             |                  |                  |               |  |  |            |            |  |  |        |        |
|  | Al-Ahly       | 3              |                             |                  |                  |               |  |  |            |            |  |  |        |        |
|  | Auckland City | 0              |                             |                  | Seattle Sounders | 0             |  |  |            |            |  |  |        |        |
|  | Auckland City | 0              |                             |                  | Seattle Sounders | 0             |  |  |            |            |  |  |        |        |
|  |               |                |                             |                  | Al-Ahly          | 1             |  |  |            |            |  |  |        |        |
|  | Al-Ahly       | 1              |                             |                  | Al-Ahly          | 1             |  |  |            |            |  |  |        |        |
|  | Al-Ahly       | 1              |                             |                  |                  |               |  |  |            |            |  |  |        |        |
|  |               |                | Real Madrid                 | 4                |                  |               |  |  |            |            |  |  |        |        |
|  |               |                | Real Madrid                 | 4                |                  |               |  |  |            |            |  |  |        |        |
|  |               |                |                             |                  |                  |               |  |  |            |            |  |  |        |        |
|  |               |                |                             |                  |                  |               |  |  |            |            |  |  |        |        |
|  | Real Madrid   | 5              |                             |                  |                  |               |  |  |            |            |  |  |        |        |
|  | Real Madrid   | 5              |                             |                  |                  |               |  |  |            |            |  |  |        |        |
|  |               | Al-Hilal       | 3                           |                  |                  |               |  |  |            |            |  |  |        |        |
|  |               |                | 3                           | Wydad Casablanca | 1 (3)            |               |  |  |            |            |  |  |        |        |
|  |               |                |                             |                  |                  |               |  |  |            |            |  |  |        |        |
|  |               | Al-Hilal (dtr) | 1 (5)                       |                  |                  |               |  |  |            |            |  |  |        |        |
|  | Flamengo      | Al-Hilal (dtr) | 1 (5)                       | 2                |                  |               |  |  |            |            |  |  |        |        |
|  | Flamengo      |                | Incontro per il terzo posto | 2                |                  |               |  |  |            |            |  |  |        |        |
|  |               |                | Al-Hilal                    | 3                |                  |               |  |  |            |            |  |  |        |        |
|  | Al-Ahly       | 2              | Al-Hilal                    | 3                |                  |               |  |  |            |            |  |  |        |        |
|  | Al-Ahly       | 2              |                             |                  |                  |               |  |  |            |            |  |  |        |        |
|  | Flamengo      | 4              |                             |                  |                  |               |  |  |            |            |  |  |        |        |
|  | Flamengo      | 4              |                             |                  |                  |               |  |  |            |            |  |  |        |        |
|  |               |                |                             |                  |                  |               |  |  |            |            |  |  |        |        |

### Primo turno
| Arbitro: | Ma Ning |

|                                    |           |  |
| El Shahat 45+2’ Sherif 56’ Tau 86’ | Marcatori |  |

### Secondo turno
| Arbitro: | Iván Barton |

|                                        |                      |                                             |
| El Amloud 52’                          | Marcatori            | 90+4’ (rig.) Kanno                          |
| Attiyat Allah El Amloud Ounajem Daoudi | Tiri di rigore 3 – 5 | Marega Vietto Al-Shehri Al-Hamdan Al-Juwayr |

| Arbitro: | Anthony Taylor |

|  |           |           |
|  | Marcatori | 88’ Magdy |

### Semifinali
| Arbitro: | István Kovács |

|                  |           |                                               |
| Pedro 20’, 90+1’ | Marcatori | 4’ (rig.), 45+9’ (rig.) Al-Dossari 70’ Vietto |

| Arbitro: | Andrés Matonte |

|                    |           |                                                       |
| Maâloul 65’ (rig.) | Marcatori | 42’ Vinícius 46’ Valverde 90+2’ Rodrygo 90+8’ Arribas |

### Incontro per il terzo posto
| Arbitro: | Mustapha Ghorbal |

|                     |           |                                                         |
| Abdelkader 38’, 60’ | Marcatori | 11’ (rig.), 85’ (rig.) Gabriel Barbosa 77’, 90+1’ Pedro |

### Finale
| Arbitro: | Anthony Taylor |

|                                                 |           |                            |
| Vinícius 13’, 69’ Valverde 18’, 58’ Benzema 54’ | Marcatori | 26’ Marega 63’, 79’ Vietto |

## Classifica finale
| Pos. | Squadra          | Confederazione |
| ---- | ---------------- | -------------- |
| 1    | Real Madrid      | UEFA           |
| 2    | Al-Hilal         | AFC            |
| 3    | Flamengo         | CONMEBOL       |
| 4    | Al-Ahly          | CAF            |
| 5    | Seattle Sounders | CONCACAF       |
| 5    | Wydad Casablanca | CAF            |
| 7    | Auckland City    | OFC            |

## Classifica marcatori
| Gol | Rigori |  | Giocatore         | Squadra          |
| --- | ------ |  | ----------------- | ---------------- |
| 4   |        |  | Pedro             | Flamengo         |
| 3   |        |  | Federico Valverde | Real Madrid      |
| 3   |        |  | Luciano Vietto    | Al-Hilal         |
| 3   |        |  | Vinícius Júnior   | Real Madrid      |
| 2   |        |  | Ahmed Abdelkader  | Al-Ahly          |
| 2   | 2      |  | Salem Al-Dossari  | Al-Hilal         |
| 2   | 2      |  | Gabriel Barbosa   | Flamengo         |
| 1   |        |  | Ayoub El Amloud   | Wydad Casablanca |
| 1   |        |  | Sergio Arribas    | Real Madrid      |
| 1   |        |  | Karim Benzema     | Real Madrid      |
| 1   |        |  | Mohamed Magdy     | Al-Ahly          |
| 1   |        |  | Moussa Marega     | Al-Hilal         |
| 1   |        |  | Rodrygo           | Real Madrid      |
| 1   |        |  | Hussein El Shahat | Al-Ahly          |
| 1   |        |  | Mohamed Sherif    | Al-Ahly          |
| 1   |        |  | Percy Tau         | Al-Ahly          |
| 1   | 1      |  | Mohamed Kanno     | Al-Hilal         |
| 1   | 1      |  | Ali Maâloul       | Al-Ahly          |